# Corda II
Corda II es una localidad caboverdiana del municipio de Ribeira Grande.

## Geografía
La localidad está situada en la isla de Santo Antão.

## Organización territorial
La localidad abarca los lugares y barrios de:
- Bardo de Ferro
- Chã de Corda
- Chã de Holanda
- Chã de Mato
- Chã de Mato de Cima
- Chã de Sabonete
- Covoada
- Covoada Larga
- Esponjeiro
- Gaido
- Lombo de Água dos Bois
- Lombo de Pedra
- Lombo Largo
- Pedra Laja
- Poço de Corda
- Quintal
- Raizes
- Ribeira Dragoeiro
- Ribeira Merada
- Ribeirão Grande
- Rua de Papa Fria
- Seladinha de Corda